# Itasca megye
Itasca megye az Amerikai Egyesült Államokban, azon belül Minnesota államban található. Megyeszékhelye és legnagyobb városa Grand Rapids. Lakosainak száma 45 014 fő (2020. április 1.). Itasca megye Koochiching, Aitkin, Saint Louis, Cass és Beltrami megyékkel határos.

## Népesség
A megye népességének változása:
| Lakosok száma | 45 029 | 45 151 | 45 285 | 45 564 | 45 435 | 45 014 |
|               | 2010   | 2011   | 2012   | 2013   | 2015   | 2020   |